# The Immaculate Reception
La Immaculate Reception (letteralmente: "immacolata ricezione", parodia dell'Immacolata Concezione) è una delle più famose giocate nella storia del football americano. Essa avvenne nel divisional round dei play-off della American Football Conference tra Pittsburgh Steelers e Oakland Raiders al Three Rivers Stadium di Pittsburgh, Pennsylvania, il 23 dicembre 1972. La giocata è stata l'origine di una controversia mai risolta ed è fonte di dibattito ancora oggi. "The Last Headbangers" di Kevin Cook cita quella giocata come l'inizio dell'aspra rivalità tra Pittsburgh e Oakland.

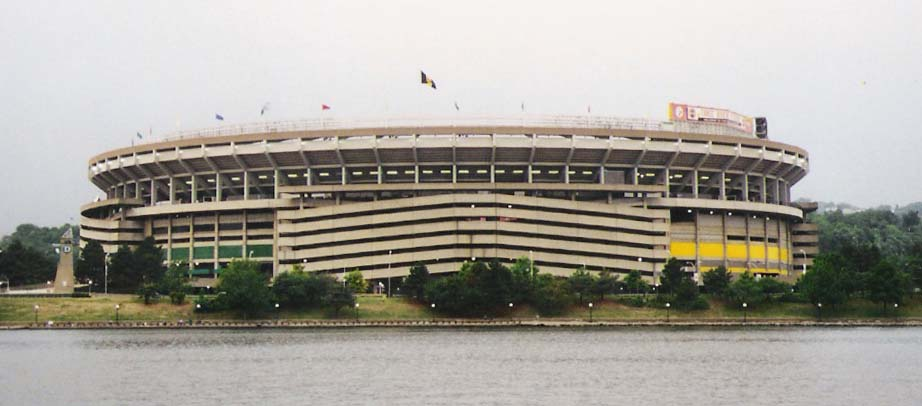
Il Three Rivers Stadium dove si svolse la partita tra Raiders e Steelers

NFL Films l'ha selezionata come la miglior giocata di tutti i tempi, oltre che la più controversa. Quella giocata fu un punto di svolta per gli Steelers, che dopo decenni di insuccessi vinsero la loro prima gara di playoff della loro stagione, vincendo in seguito 4 Super Bowl in quel decennio. Il nome della giocata è un gioco di parole che deriva da Immaculate Conception, un dogma della Chiesa Cattolica Romana. La frase fu utilizzata per la prima volta in diretta da Myron Cope, un telecronista di Pittsburgh che stava facendo un servizio sulla vittoria degli Steelers. Una donna di Pittsburgh, Sharon Levosky, chiamò Cope prima della sua trasmissione delle 23 e suggerì quel nome, coniato dal suo amico Michael Ord. Cope usò quel termine in televisione e la definizione divenne di uso comune.

## Eventi della giocata

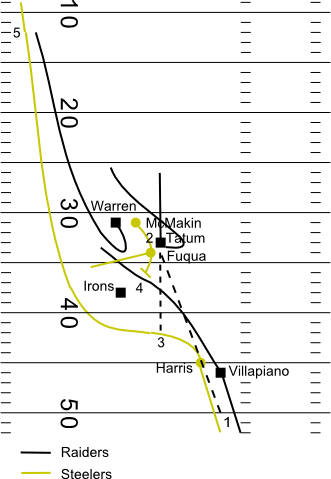
Diagramma della Immaculate Reception.

Dopo che il quarterback dei Raiders Ken Stabler segnò un touchdown con una corsa da 30 yard a un minuto e 17 secondi dal termine della gara, i Pittsburgh Steelers si trovarono in svantaggio contro gli Oakland Raiders 7-6, affrontando una situazione di quarto down e 10 sulla loro linea delle 40 yard a 22 secondi dal termine della partita e senza time-out. Il capo-allenatore Chuck Noll chiamò uno schema che prevedeva un passaggio, soprannominato "66 Circle Option", per il ricevitore Barry Pearson, un debuttante che stava disputando la sua prima partita nella NFL. Il quarterback degli Steelers Terry Bradshaw (1 nel diagramma), sotto la grande pressione dei defensive lineman dei Raiders Tony Cline e Horace Jones, lanciò il pallone sulla linea delle 35 yard dei Raiders, in direzione dell'halfback John "Frenchy" Fuqua. La safety dei Raiders Jack Tatum si scontrò con Fuqua proprio mentre gli stava arrivando il pallone (2). Il colpo di Tatum mandò Fuqua a terra, spedendo il pallone all'indietro. 

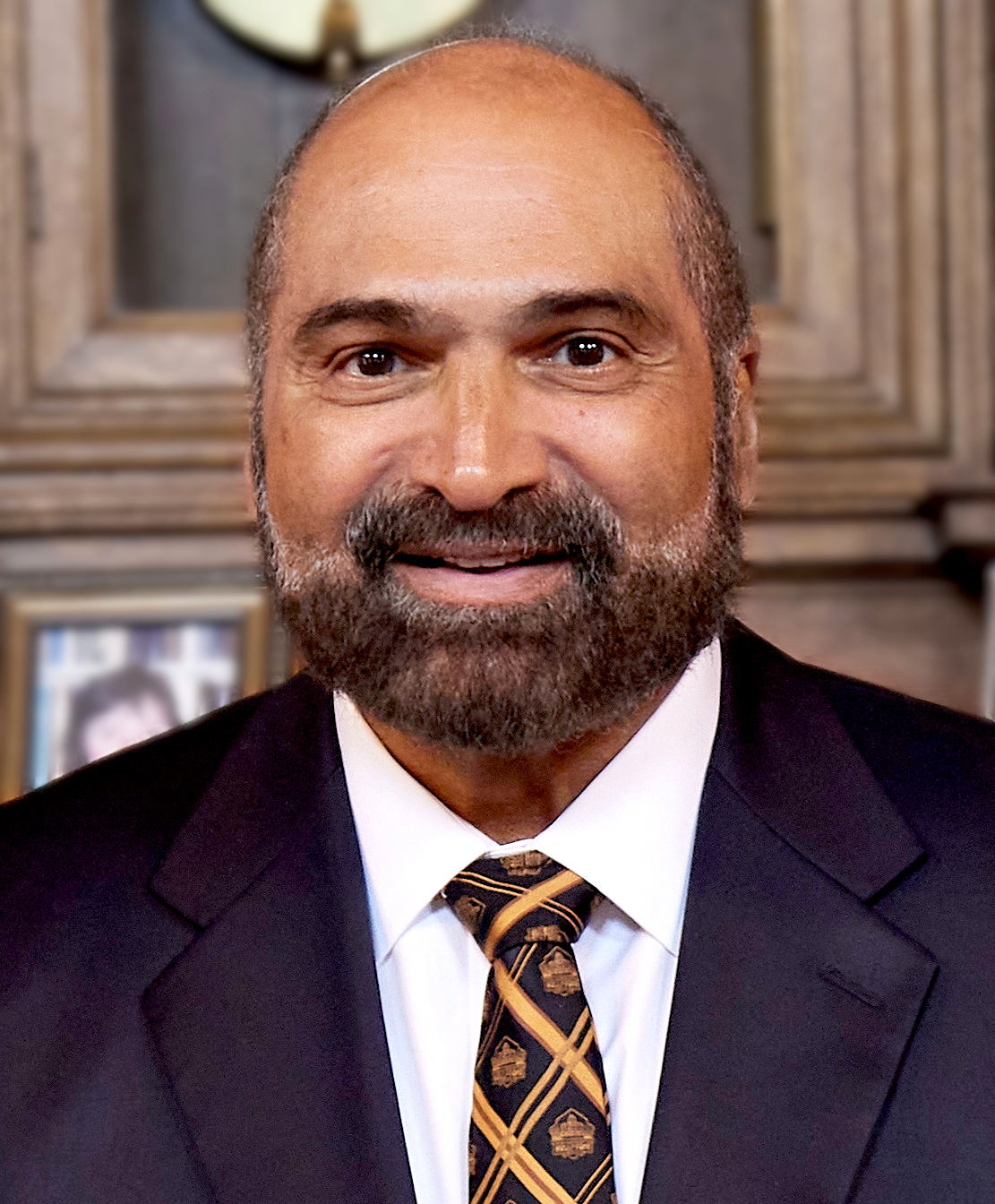
Franco Harris, giocatore degli Steelers che fece l'Immaculate Reception, nel 2022

 Il fullback degli Steelers Franco Harris, dopo aver inizialmente bloccato nella giocata, era corso all'indietro, nel caso Bradshaw non fosse riuscito a trovare un ricevitore libero. Raccolse così il pallone prima che questo toccasse il terreno (3). Harris corse oltre il linebacker Raiders Gerald Irons, mentre l'altro linebacker Phil Villapiano, che stava marcando Harris, fu bloccato dal tight end degli Steelers John McMakin (4). Harris usò un braccio per scrollarsi di dosso il defensive back dei Raiders Jimmy Warren (5), andando a segnare un touchdown. Quel touchdown diede il vantaggio agli Steelers per 12-7, consentendo loro di vincere la gara.

## Controversia
La controversia consistette nello stabilire chi toccò il pallone nello scontro Fuqua/Tatum. Se fosse rimbalzato su Fuqua senza aver mai toccato Tatum, allora la ricezione di Harris sarebbe stata irregolare. Se il pallone fosse rimbalzato da Tatum, o se fosse stato toccato da Fuqua e Tatum (in qualsiasi ordine), allora la ricezione sarebbe stata regolare. La regola affermava che se un giocatore in attacco toccava il pallone, quello sarebbe stato l'unico giocatore eleggibile a ricevere regolarmente il passaggio. Tuttavia, se un giocatore in difesa tocca il passaggio "per primo o simultaneamente o dopo il suo tocco è stato toccato da un giocatore in attacco, allora tutti i giocatori in attacco diventano e rimangono eleggibili" per ricevere il passaggio. Questa regola fu in seguito annullata nel 1978. Se la ricezione fosse stata irregolare, allora i Raiders avrebbero guadagnato in possesso del pallone, il che avrebbe significato per loro la vittoria.
Un arbitro, quello posteriore, Adrian Burk, dichiarò la giocata un touchdown, mentre gli altri arbitri della partita non segnalarono nulla immediatamente. Quando gli arbitri si riunirono, Burk e un altro arbitro, Pat Harder, ritennero che la giocata dovesse essere un touchdown perché sia Tatum che Fuqua avevano entrambi toccato il pallone, mentre altri tre dissero di non essere stati in posizione adeguata per decidere. L'arbitro Fred Swearingen si rivolse al dirigente degli Steelers a bordocampo Jim Boston chiedendogli di essere portato a un telefono. Boston telefonò al supervisore degli arbitri della NFL, Art McNally. Prima della telefonata McNally aveva avuto l'impressione che il pallone avesse colpito il petto di Tatum, cosa che confermò "dopo aver visto il primo replay". Secondo McNally, Swearingen "non mi chiese nulla della regola e non chiesi mai cosa vidi. Tutto ciò che disse fu: "Due dei miei uomini dicono che entrambi hanno toccato il pallone." E io dissi: "va tutto bene, va avanti". Dopo che Swearingen agganciò il telefono, Boston chiese: "Cosa abbiamo?" "Abbiamo un touchdown", rispose Swearingen, che poi tornò in campo per dare il segnale alla folla. I tifosi invasero subito il campo e ci vollero quindici minuti per allontanarli per il tentativo di extra point.
Anche se fu descritto come il primo tentativo conosciuto di confermare una chiamata arbitrale attraverso l'uso della televisione (non c'era alcun instant replay allora), all'epoca la NFL negò che fosse stata utilizzata la televisione per contribuire alla decisione. Un articolo dell'Oakland Tribune due giorni dopo la gara riportò che Joe Gordon degli Steelers disse ai reporter nella tribuna stampa che fu utilizzato il replay per decidere. Gordon invece negò tutto. Gli arbitri della NFL Jim Kensil e Val Pinchbeck, che si trovavano in tribuna stampa con McNally, negarono anch'essi che fosse stato utilizzato il replay per giungere a una decisione.
La giocata viene ancora discussa da coloro che ne furono coinvolti, in particolare dal personale e dai tifosi dei Raiders, che insistono che i Raiders avrebbero dovuto vincere (in diverse produzioni di NFL Films riguardo a quella giocata negli anni successivi, vari Raider hanno teorizzato che il vero proposito della conversazione telefonica di Swearingen fosse di informarsi se ci fosse sufficiente presenza di polizia per assicurare l'incolumità a coloro che ne erano coinvolti nel caso fosse stato classificato il passaggio come incompleto, quindi a sfavore degli Steelers che giocavano in casa. McNally in uno di questi documentari scoppiò a ridere per questa interpretazione. Tatum disse di non aver toccato la palla, sia immediatamente dopo la partita che in seguito. Tuttavia, nelle sue memorie, si contraddisse, sostenendo di non poter affermare onestamente se avesse toccato il pallone o meno. Il linebacker dei Raiders Phil Villapiano, che stava marcando Harris in quel momento, continua a sostenere che il pallone toccò Fuqua. Fuqua dal canto suo fu schivo, affermando di sapere esattamente cosa successe quel giorno ma che non lo rivelerà mai.

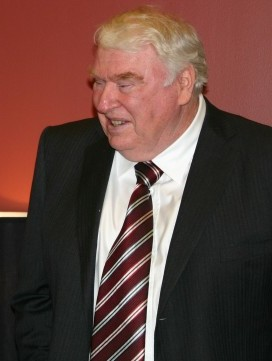
John Madden, allenatore dei Raiders nella stagione 1972, nel 2007

John Madden, allenatore quell'anno dei Raiders, ha affermato che non avrebbe mai dimenticato quella giocata, dicendo di essere stato infastidito più dal ritardo tra la giocata e la decisione definitiva degli arbitri che non dal risultato finale. Dopo la gara affermò che dalla sua visuale il pallone aveva sicuramente toccato Tatum. Qualche giorno dopo però Madden indicò che il filmato della partita visionato dai Raiders mostrava che il pallone aveva colpito Fuqua nelle protezioni delle spalle. Jack Tatum ammise che "anche dopo aver rivisto il filmato della partita e bloccandolo nell'istante incriminato, nessuno può dire chi toccò il pallone al momento dell'impatto." anni dopo, Madden scrisse: "Non importa quante volte abbia visto i filmati della immaculate reception, non saprò mai cos'è successo di preciso.

## Eventi successivi
La settimana dopo questa vittoria, gli Steelers persero per 21-17 la finale della AFC contro i Miami Dolphins, che avrebbero vinto il Super Bowl VII nella loro storica stagione da imbattuti. Gli Steelers, ad ogni modo, si rifecero di 40 anni di sconfitte diventando una forza dominante nella NFL di quel decennio, vincendo quattro Super Bowl grazie a stelle come Bradshaw, Harris, John Stallworth e Lynn Swann e a una fortissima difesa guidata da Jack Ham, Jack Lambert, "Mean Joe" Greene, Mel Blount e Dwight White.
La Immaculate Reception generò un'infuocata rivalità tra Steelers e Raiders che ebbe il suo picco negli anni settanta, quando entrambe le squadre erano tra le migliori della lega ed entrambe erano note per il loro gioco violento e fisico. Le squadre si incrociarono nei playoff in ognuna della successive quattro stagioni, a partire dalla vittoria dei Raiders 33-14 nei divisional playoff del 1973. Pittsburgh sfruttò le vittorie nelle finali della AFC contro Oakland (24-13 a Oakland nel 1974 e 16-10 a Pittsburgh nel 1975) come trampolino di lancio per le vittorie nei Super Bowl IX e Super Bowl X, prima che i Raiders vincessero in casa per 24-7 nel 1976 andando poi a trionfare nel Super Bowl XI. L'ultimo scontro nei playoff tra le due squadre avvenne nel 1983 quando i Raiders, futuri vincitori del Super Bowl (che all'epoca si erano trasferiti temporaneamente a Los Angeles) schiantarono gli Steelers 38-10.

## Arbitri
- Capo-arbitro: (21) Fred Swearingen
- Umpire: (88) Pat Harder
- Capo degli arbitri di linea: (10) Al Sabato
- Arbitro di linea: (16) Royal Cathcart
- Arbitro posteriore: (63) Adrian Burk
- Arbitro di campo: (55) Charley Musser